# Родні Воллас (футболіст)
Родні Воллас (ісп. Rodney Wallace, нар. 17 червня 1988, Сан-Хосе) — костариканський футболіст, захисник клубу «Нью-Йорк Сіті» та національної збірної Коста-Рики.

## Клубна кар'єра
Народився 17 червня 1988 року в місті Сан-Хосе. Сім'я Воллеса переїхала до Сполучених Штатів, коли йому було дев'ять. Він виріс в Роквіллі, штат Меріленд. Згодом грав у футбол за університетську команду в Університеті штату Меріленд.

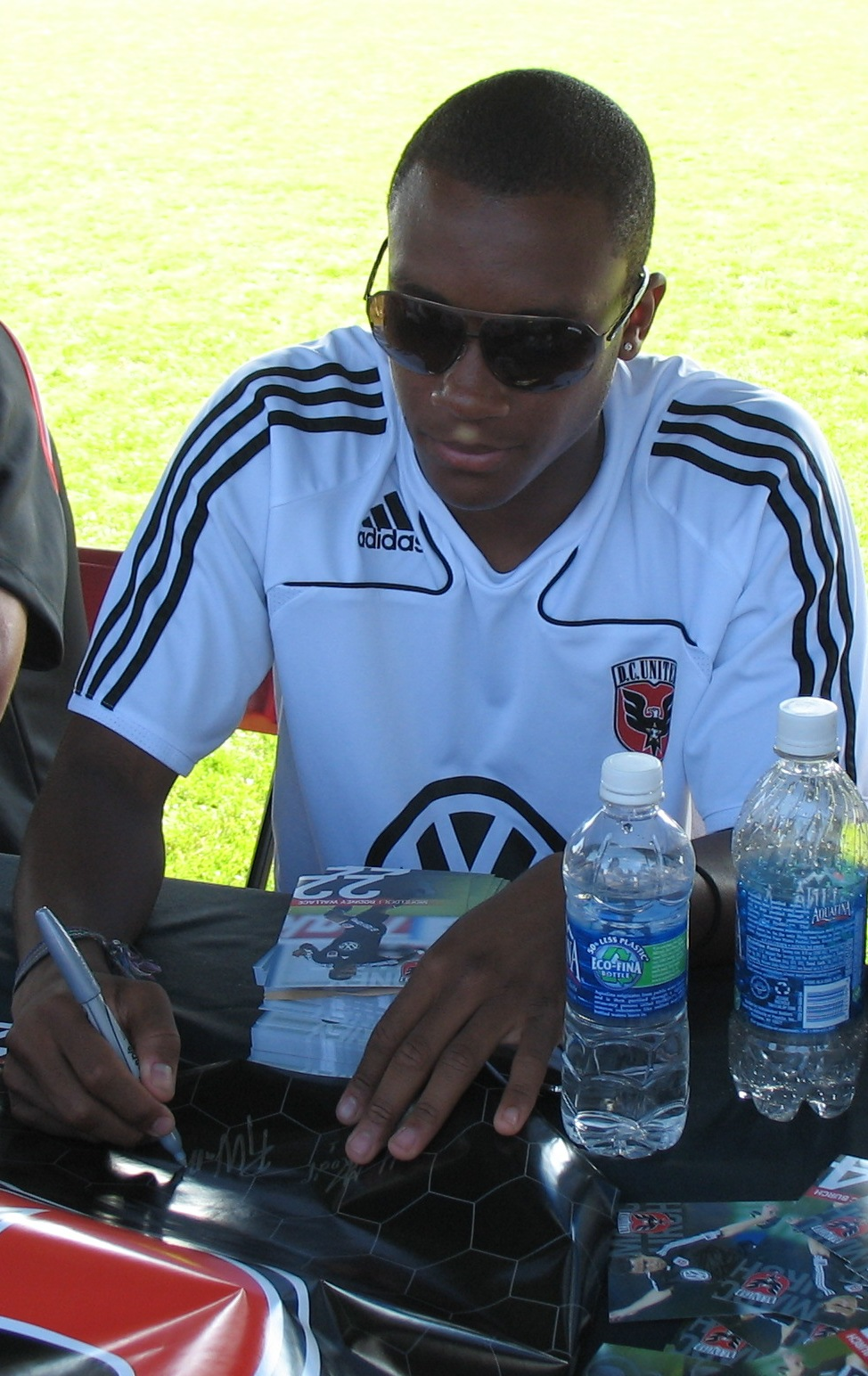
Родні Воллас роздає автографи фанатам «Ді Сі Юнайтед». 2009 рік.

У 2009 році на Супердрафті МЛС клуб «Ді Сі Юнайтед», вибрав Волласа під 6-м номером. 22 березня у матчі проти «Лос-Анджелес Гелексі» він дебютував у MLS. 26 квітня в поєдинку проти «Нью-Йорк Ред Буллз» Родні забив свій перший гол за команду. У тому ж році він допоміг клубу вийти у фінал Кубку Ламара Ганта. За два роки Воллес зграв 39 матчів регулярного чемпіонату, забив три голи і віддав п'ять результативних передач.
У 2011 році Воллас перейшов в «Портленд Тімберс». 20 березня у матчі проти «Колорадо Рапідз» він дебютував за команду. Влітку 2014 року Воллес був ненадовго відправлений в оренду в клуб USL «Арізона Юнайтед», щоб відновитись після травми. 15 квітня 2015 року в поєдинку проти «Чикаго Файр» Родні забив свій перший гол за «Тімберс». 6 грудня у фіналі Кубка MLS 2015 року проти «Коламбус Крю» Воллас забив переможний гол і допоміг команді вперше в історії стати чемпіоном MLS.
На початку 2016 року Родні перейшов у португальську «Ароуку». 14 лютого в матчі проти «Уніан Мадейра» він дебютував у Сангріш-Лізі.
В кінці березня 2016 року Воллас перейшов у бразильський «Спорт Ресіфі», підписавши контракт розрахований до кінця 2017 року. Сума трансферу, за даними бразильських ЗМІ склала €200 тис. 29 травня в матчі проти «Корінтіанса» він дебютував у бразильській Серії A. 26 червня в поєдинку проти «Шапекоенсе» Родні зробив «дубль», забивши свої перші голи за нову команду. У січні 2017 року між гравцем і клубом виник конфлікт. Воллас не прибув на передсезонну підготовку, що почалася 9 січня, а 16 січня попросив «Спорт» розірвати його контракт. Після переговорів клуб погодився відпустити гравця за умови повернення сплачених за нього €200 тис. Про розірвання контракту було оголошено 2 лютого.
У лютому 2017 року Воллас повернувся в MLS, уклавши угоду з «Нью-Йорк Сіті», після того як «Сіті» викупив права на нього в лізі у «Портленд Тімберс» за $75 тис. основних і $50 тис. цільових розподільних коштів. Відтоді встиг відіграти за команду з Нью-Йорка 13 матчів в національному чемпіонаті.

## Виступи за збірну
3 вересня 2011 року дебютував в офіційних іграх у складі національної збірної Коста-Рики в товариському матчі проти збірної США. У цій же зустрічі він забив свій перший гол за національну команду.
У 2013 році Родні складі збірної країни поїхав на Золотий кубок КОНКАКАФ. На турнірі він зіграв у матчах проти збірних Куби та США. У тому ж році він виграв Центральноамериканський кубок.
Згодом у складі збірної був учасником Золотого кубка КОНКАКАФ 2017 року у США, на якому в матчі проти Французької Гвіани (3:0) відзначився голом.
У травні 2018 року був включений до заявки збірної Коста-Рики на тогорічну світову першість в Росії.

### Голи за збірну
| #   | Дата           | Місце                                      | Суперник          | Рахунок | Результат | Змагання                           |
| --- | -------------- | ------------------------------------------ | ----------------- | ------- | --------- | ---------------------------------- |
| 01. | 3 вересня 2011 | «Стабхаб Сентер», Карсон, США              | США               | 0:1     | 0:1       | Товариський матч                   |
| 02. | 22 грудня 2011 | «Метрополітан», Баркісімето, Венесуела     | Венесуела         | 1:0     | 2:0       | Товариський матч                   |
| 03. | 25 січня 2013  | Національний стадіон, Сан-Хосе, Коста-Рика | Сальвадор         | 1:0     | 1:0       | Центральноамериканський кубок 2013 |
| 04. | 14 липня 2017  | Тойота Стедіум, Сан-Франциско, США         | Французька Гвіана | 2:0     | 5:0       | Золотий кубок КОНКАКАФ 2017        |

## Особисте життя
Воллес має «грінкарту» США, яка дозволяє йому не вважатись легіонерам в заявці MLS. 

## Досягнення
- Володар Кубка MLS: 2015
- Володар  Центральноамериканського кубка: 2013, 2014